# Kraussina cognata
Kraussina cognata är en armfotingsart som först beskrevs av Sowerby 1847.  Kraussina cognata ingår i släktet Kraussina och familjen Kraussinidae. Inga underarter finns listade i Catalogue of Life.